# Magdalene Brød
Magdalene Brød var en dansk brødfabrik, der var beliggende i Århus.
Virksomhedens historie går tilbage til 1846, da Andreas Severin Weis (1815 – 1889) købte Århus Mølle, der lå, hvor Mølleparken ligger i dag. Han opførte kort efter en mølle på hjørnet af P.P. Ørumsgade og Skanderborgvej, som blev opkaldt efter datteren, Marie Magdalene Weis (1852 – 1928), der i øvrigt havde mellemnavnet Magdalene efter sin mor. I 1869 solgte Weis møllen og opførte en rugbrødsfabrik i tilknytning til den. Møllen blev revet ned i 1911, hvorefter fabrikken flyttede til Kongsvang. 
Svære tider for brødfabrikkerne betød, at Magdalenemøllen i 1960'erne blev sluttet sammen med Bagernes Rugbrødsfabrik under navnet Jyllands Brødfabrikker. Men Magdalene-navnet levede videre, og i 1971 valgte man derfor at ændre fabrikkens navn til Magdalene Brød. Samtidig opførtes en ny, moderne fabrik i Brabrand. Det var imidlertid ikke nok til at redde virksomheden, og trods et redningsforsøg i form af et samarbejde med Segaltmøllens Brødfabrik i Løgten, gik Magdalene Brød i betalingsstandsning i 1974. 
Der blev derefter stiftet et nyt selskab på ruinerne af de gamle. Det blev i 1985 overtaget af Schulstad, der først i 1993 skinlagde navnet Magdalene endeligt ved at meddelele Erhvervs- og Selskabsstyrelsen, at navnet ikke længere var i brug. 
Det endelige punktum for Magdalene Brød blev sat, da Schulstad i 2001 flyttede sine sidste aktiviteter i Brabrand til Glostrup. Produktionen var ophørt flere år forinden, men adressen på Edwin Rahrs Vej fungerede som distributionscenter. 